# Elon (Iowa)
Pour les articles homonymes, voir Elon.
Elon est une communauté non constituée en municipalité, du comté d'Allamakee en Iowa, aux États-Unis.
Le bureau de poste est inauguré en 1856 et fermé en 1907.